# Józef Tracz
Józef Bronisław Tracz (Sorau, Polònia 1964) és un lluitador polonès, ja retirat, guanyador de tres medalles olímpiques.

## Biografia
Va néixer l'1 de setembre de 1964 a la ciutat de Sorau, població situada al Voivodat de Lubusz. És germà del també lluitador Mieczysław Tracz.
L'any 1996 fou nomenat cavaller de l'Orde Polònia Restituta.

## Carrera esportiva
Va participar, als 24 anys, en els Jocs Olímpics d'Estiu de 1988 celebrats a Seül (Corea del Sud), on va aconseguir guanyar la medalla de bronze en la prova de pes welter de la modalitat de lluita grecoromana. En els Jocs Olímpics d'Estiu de 1992 celebrats a Barcelona (Catalunya) va aconseguir guanyar la medalla de plata en aquesta mateixa categoria, i en els Jocs Olímpics d'Estiu de 1996 realitzats a Atlanta (Estats Units) aconseguí una nova medalla de bronze.
Al llarg de la seva carrera ha aconseguit tres medalles en el Campionat del Món de lluita, totes elles de plata.